# Leptura fruhstorferi
Leptura fruhstorferi är en skalbaggsart som beskrevs av Hayashi och Jean François Villiers 1985. Leptura fruhstorferi ingår i släktet Leptura och familjen långhorningar. Inga underarter finns listade i Catalogue of Life.